# Плямистоволий голкохвіст
Плямистоволий голкохвіст (Telacanthura) — рід серпокрильцеподібних птахів родини серпокрильцевих (Apodidae). Представники цього роду мешкають в Африці.

## Види
Виділяють два види:
- Голкохвіст плямистоволий (Telacanthura ussheri)
- Голкохвіст ітурійський (Telacanthura melanopygia)

## Етимологія
Наукова назва роду Telacanthura походить від сполучення слів дав.-гр. τελος — кінець, ακανθα — голка і ουρα — хвіст.